# Franklin County (Texas)
Franklin County je okres ve státě Texas v USA. K roku 2010 zde žilo 10 605 obyvatel. Správním městem okresu je Mount Vernon. Celková rozloha okresu činí 764 km².